# Nystalus
Nystalus is een geslacht van vogels uit de familie Bucconidae (baardkoekoeken).

## Soorten
Het geslacht kent de volgende soorten:
- Nystalus chacuru – Witoorbaardkoekoek
- Nystalus maculatus – Vlekrugbaardkoekoek
- Nystalus obamai – Obama's baardkoekoek
- Nystalus radiatus – Gebandeerde baardkoekoek
- Nystalus striolatus – Gestreepte baardkoekoek